# Diego Velazquez (attore)
Diego Velázquez (San Salvador, 5 dicembre 2001) è un attore salvadoregno naturalizzato statunitense, principalmente noto per l'interpretazione di Billy Thunderman nella serie TV I Thunderman.

## Biografia
Nasce a San Salvador, El Salvador, e ad 8 anni si trasferisce con la famiglia a Portland, in Oregon.
A circa sei anni inizia a lavorare con sua madre, una stilista per le pubblicità. In tale contesto conosce la professione di attore, da cui resta talmente affascinato da decidere che recitare è ciò che vuole fare nella vita. Parla fluentemente sia inglese che spagnolo.

### Carriera
Il suo debutto sul grande schermo avviene con un ruolo minore nel film del 2009 Quella sera dorata, diretto da James Ivory. L'anno successivo interpreta Patrick Crowley nella pellicola Misure straordinarie. In seguito appare nella serie TV Leverage - Consulenze illegali, oltre che in una serie di annunci e video promozionali.
Entra nel cast della serie televisiva I Thunderman nella parte di Billy Thunderman e canta la sigla di apertura. Nel 2014, Nickelodeon pubblica un disco dal titolo The Fakest Song Ever con Velazquez, Jack Griffo, Cameron Ocasio, Curtis Harris e Benjamin Flores Jr.

## Filmografia

### Cinema
- Quella sera dorata (The City of Your Final Destination), regia di James Ivory (2009)
- Misure straordinarie (Extraordinary Measures), regia di Tom Vaughan (2010)
- I Thunderman - Il ritorno (The Thundermans Return), regia di Trevor Kirschner (2024)

### Cortometraggi
- Blackstar Warrior, regia di Matt Haley (2010)
- The Company of Thieves, regia di Shilpa Sunthankar (2011)
- More Porkchop, regia di Jason Rouse (2013)
- Supervised Visit, regia di Todd A. Robinson (2015)
- I Hope You're Here Forever, regia di Nathaniel Boggess (2017)

### Televisione
- Leverage - Consulenze illegali (Leverage) – serie TV, episodi 2x11 e 3x09 (2010)
- Grimm – serie TV, episodio 1x09 (2012)
- I Thunderman (The Thundermans) – serie TV (2013-2018)
- I fantasmi di casa Hathaway – serie TV, episodio 2x10 (2014)
- Nickelodeon's Ho Ho Holiday Special – film TV, regia di Jonathan Judge (2015)